# 格雷紅點鮭
格雷紅點鮭，為輻鰭魚綱鮭形目鮭科的其中一種，為溫帶淡水魚，被IUCN列為極危保育類動物，分布於歐洲愛爾蘭Melvin湖流域，深度10-30公尺，體長可達25公分，棲息在底中層水域，生活習性不明。